# Carlos Tavares

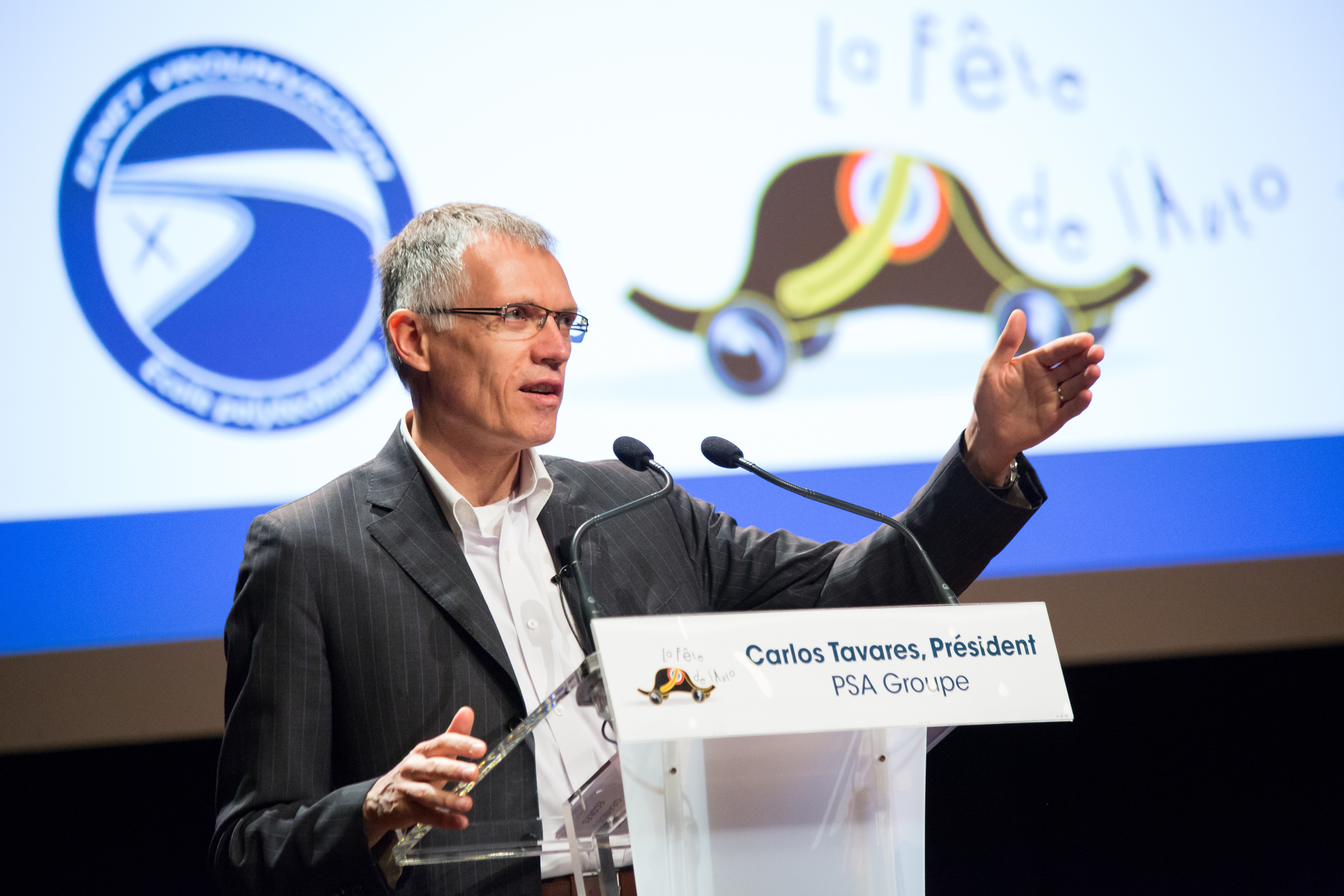
Carlos Tavares (2016)

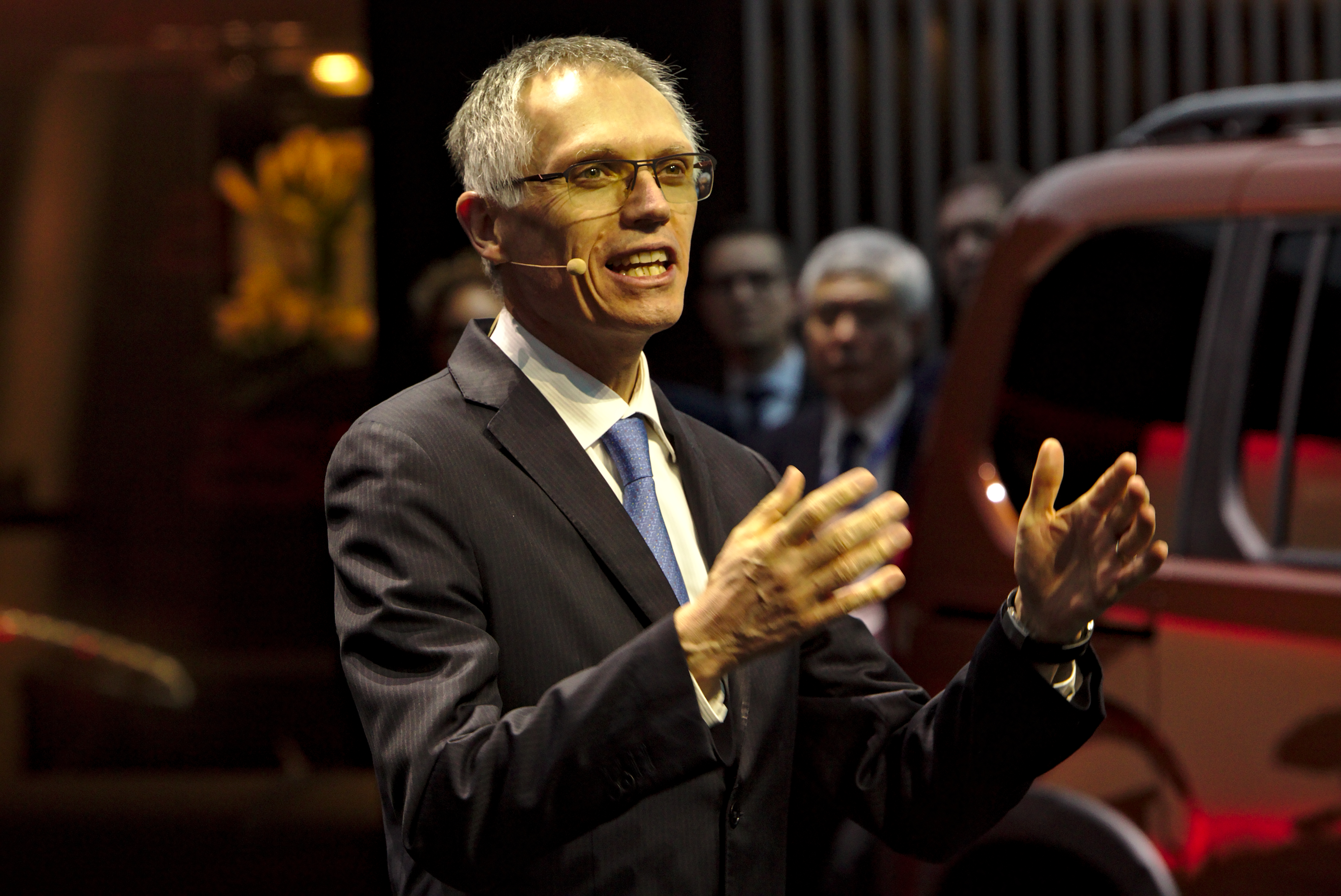
… und 2018

Carlos Tavares (* 14. August 1958 in Lissabon) ist ein portugiesischer Manager in der Automobilindustrie. Er arbeitete zunächst fünf Jahre bei Nissan in den USA, danach war er 32 Jahre Führungskraft bei Renault. Ab dem 1. Januar 2014 war er Vorstandsvorsitzender der Groupe PSA, Frankreichs größtem Autohersteller.
Er war seit der am 16. Januar 2021 vollzogenen Fusion mit Fiat Chrysler Automobiles Vorstandsvorsitzender von Stellantis. Tavares trat am 1. Dezember 2024 zurück.

## Karriere
Tavares wuchs in Lissabon als Sohn einer Französischlehrerin auf, besuchte das Lycée Français Charles Lepierre in Lissabon, wechselte 1976 an das Lycée Pierre-de-Fermat nach Toulouse und besuchte Vorbereitungsklassen. Er studierte an der École Centrale Paris, einer der ältesten und renommiertesten Ingenieurhochschulen in Frankreich. Tavares hat drei Kinder.
Tavares begann seine berufliche Laufbahn 1981 bei Renault, wo er im Designteam für den Renault Mégane RS arbeitete. Dann war er beim Renault-Kooperationspartner Nissan beschäftigt. Er leitete ab 2009 die Geschäfte von Nissan in Nord- und Südamerika und wurde 2013 Manager bei Renault. 2014 wurde er zum Vorstandsvorsitzenden von PSA Peugeot Citroën ernannt, wo er Philippe Varin nachfolgte.  Er setzte Kosteneinsparungen durch und erhöhte den Marktanteil des Unternehmens in der VR China.
Ende Juli 2017 übernahm PSA Peugeot Citroën die Marken Opel und Vauxhall für rund 1,3 Milliarden Euro vom damaligen Mutterkonzern General Motors (GM). Tavares' Vorstandsvertrag wurde im Herbst 2024 nicht mit dem üblichen Vorlauf eines Jahres weiter verlängert; er sowie zwei weitere Vorstände werden den Konzern teils sofort (Herbst 2024), teils bis zum Jahreswechsel 2025/2026 verlassen. Hintergründe seien reduzierte Umsatz- und Gewinnerwartungen sowie im Fall von Tavares wiederkehrende Konflikte mit der Händlerschaft.
Am 1. Dezember 2024 kündigte Stellantis den Rücktritt von Tavares von seinem Posten als CEO „mit sofortiger Wirkung“ an.

## Nach seinem Rücktritt
Am 26. Februar 2025 gab Stellantis Finanzkennziffern des Geschäftsjahres 2024 bekannt, darunter folgende:
- Umsatzrückgang um 17 Prozent auf rund 157 Milliarden Euro
- Gewinnrückgang um 70 Prozent auf 5,5 Milliarden Euro[11]
- negativer Cashflow (sechs Milliarden Euro)
- Umsatzrendite von 5,5 Prozent (nach 12,8 Prozent im Jahr 2023). Zum Vergleich: der Volumenhersteller Renault erreichte 2024 7,6 Prozent Umsatzrendite.[12]

Der Aktienkurs von Stellantis war im März 2024 auf einem Allzeithoch. Bis Februar 2025 sank er um über 50 %. Tavares hatte für den margenstarken US-Markt gegen den Trend am Automarkt eine Preis- und Produktpolitik angeordnet, die die damalige Rendite von 15 % noch weiter erhöhen sollte. Dies verprellte Mitarbeiter, Händler, Zulieferer und Kunden. Die Folge: Hunderttausende überteuerte Pick-ups und Geländewagen der Konzernmarken Ram, Dodge und Jeep standen auf Halde und Fertigungsstraßen mussten zeitweise gestoppt werden. Der Abverkauf gelang nur mit hohen Rabatten; die Margen schrumpften massiv.

## Motorsport
Tavares war seit dem Alter von 22 Jahren Amateurrennfahrer und nahm an der Rallye Monte Carlo teil. Er fährt (Stand 2014) regelmäßig beim 24-Stunden-Rennen auf dem Nürburgring in einem Opel Calibra oder Astra mit. Er sammelt (Stand 2014) Oldtimer und besitzt einen 1979 Peugeot 504 Coupé V6, einen 1976 Alpine A110 und einen Porsche 912 von 1966.